# Simon de Quingey
Pour les articles homonymes, voir Quingey (homonymie).
Simon de Quingey de Montboillon : né en 1448 au château de Quingey dans le comté de Bourgogne, et décédé en 1523 à Quingey, est un chef militaire comtois au service de Charles le Téméraire, de Marie de Bourgogne puis de l'empereur Maximilien. Il est aussi connu pour sa résistance courageuse au siège de Dole en 1477.

## Biographie

### Au service de Charles le Téméraire
Simon de Quingey est le fils de Pierre de Quingey et de Béatrix de Rye, une ancienne famille de la toute petite noblesse sans fief du XIIe siècle. Resté orphelin par la mort de son père Pierre et le second mariage de sa mère, il entre à Quinze ans dans la maison du comte de Charolais, futur duc de Bourgogne Charles le Téméraire comme page. Il est un fidèle parmi les fidèles.  Il reçoit une éducation et apprend le métier des armes.  
En 1465 tout change pour lui: Il sauve la vie du comte Charles à la bataille de Montlhéry. Afin de le récompenser, le comte le nomme son échanson et conseiller et lui accorde la capitainerie du château de Quingey. Il le charge également de plusieurs mission diplomatiques d'importance auprès de Louis XI. Simon de Quingey accompagne encore Charles le Téméraire dans sa campagne de Picardie en 1471 ou il s'illustre de nouveau, puis dans ses batailles suisses de Grandson, de Morat.  Il est l'artisan de la dernière levé de troupes bourguignonnes qui participèrent à la bataille de Nancy en 1477. 

### Héros de la résistance comtoise
Après la mort du duc en 1477, non seulement il reste fidèle à Marie de Bourgogne, mais retourne immédiatement en Comté levé de nouvelles troupes. Il défend brillamment la ville de Dole contre l'armée royale. Il est alors le principal artisan de la résistance comtoise et fait réparer à la hâte les fortifications défaillantes et recrute dans la Comté et en Alsace de nouvelles troupes qui permettent de repousser les Français cette année là. Sa combativité exceptionnelle permit de maintenir le moral de la cité et d'obtenir la victoire.
En 1478, il participe aux offensives comtoises dans le Charolais. Il tente de reprendre la ville de Beaune aux Français mais sur le chemin il est surpris par des troupes françaises supérieures en nombre à Verdun-sur-Saône . Malgré une défense héroïque, il fut fait prisonnier avec Guillaume de Vaudrey par Charles d'Amboise. Il est l'un de seuls prisonniers enfermés dans les cages de fer par Louis XI, les fillettes du roi, d'abord, en 1480 au Plessis-du-Parc-lèz-Tours, puis à Tours dont les habitants furent chargés de sa garde. L'on comprend pourtant qu'il fût l'un des personnages les plus dangereux pour le royaume de France. Sa captivité nous est décrite avec moult détails et sources dans l'ouvrage d'André Salmon. 

### Captivité et retour en Franche-Comté
En 1479, il apprit pendant sa détention la destruction de son château de Montboillon et la confiscation de biens.
Vers 1482,  brisé par la torture et les terribles conditions de détention, il tombe gravement malade. Soucieux de ne pas perdre son prisonnier qu'il espère avoir à son service, le roi améliore ses conditions de détention. Mais le comtois refuse toujours de céder. 
En 1483, des conseillers de Marie de Bourgogne en déplacement à la cour de France et obtiennent la libération de Simon de Quingey. Peu de Temps après, le roi Louis XI décède et son fils Charles VIII, ému des conditions de détentions du comtois et de ses souffrances, lui restitue ses biens confisqués et lui confère la fonction de bailli de Troyes.
En 1493, il prend vraisemblablement part à la bataille de Dournon et contribue largement à l'éviction des Français hors de Franche-Comté. En récompense, l'empereur Maximilien le nomme Maître d’hôtel de Marguerite d'Autriche et Chevalier d'honneur des princesses autrichiennes.
Dans ses dernières années, il rejoint son fief de Quingey où il consacre ses dernières années à s'occuper de ses enfants et de ses affaires. En 1522 il se voit confier une dernière mission: conclure le traité de Saint de Losne qui pose la neutralité entre les deux bourgognes pour les années à venir. C'est un dernier succès pour le comtois. Il meurt l'année suivante deux ans avant son fils. Il est inhumé dans une chapelle faisant corps avec l'église qui fut détruite ainsi que le tombeau en 1796. Sa lignée s'arrête à la mort de son fils Jean en 1525.

## Héraldique
Armes: D'azur à la croix d'argent chargée de cinq coquilles de gueules.
Timbre: Une couronne d'or à l'antique
Cimier: Un vieillard au naturel
Support: Deux anges